# Or col·loïdal

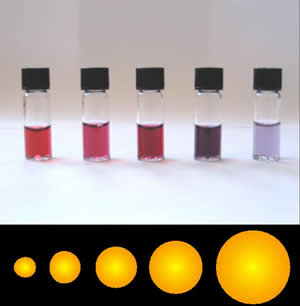
Suspensió de nanopartícules d'or de diferents mides. La diferència de mida provoca la diferència de colors.

L'or col·loïdal és un sol o suspensió col·loïdal de nanopartícules d'or en un fluid, generalment aigua. El col·loide sol ser de color vermell vi (per a partícules esfèriques de menys de 100 nm) o blau/violet (per a partícules esfèriques més grans o nanobarres). A causa de les seves propietats òptiques, electròniques i de reconeixement molecular, les nanopartícules d'or són objecte d'investigació substancial, amb moltes aplicacions potencials o promeses en una gran varietat d'àrees, com ara microscòpia electrònica, electrònica, nanotecnologia i materials, ciència, i biomedicina.
Les propietats de les nanopartícules d'or col·loïdal i, per tant, les seves aplicacions potencials, depenen molt de la seva mida i forma. Per exemple, les partícules semblants a varetes tenen un pic d'absorció transversal i longitudinal, i l'anisotropia de la forma afecta el seu auto-assemblatge.

## Propietats físiques

### Òptic

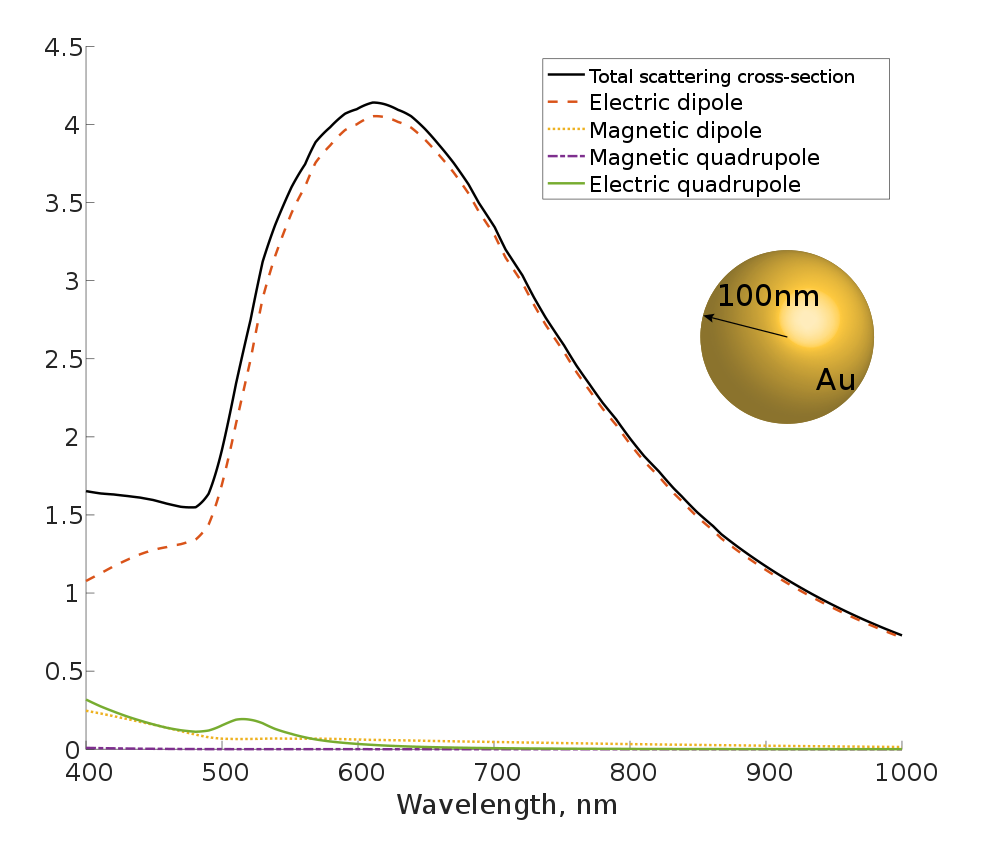
La variació de la secció transversal de dispersió de la nanopartícula d'or de 100 nm de radi en funció de la longitud d'ona

L'or col·loïdal ha estat utilitzat pels artistes durant segles a causa de les interaccions de les nanopartícules amb la llum visible. Les nanopartícules d'or absorbeixen i dispersen la llum donant com a resultat colors que van des de vermells vibrants (partícules més petites) fins a blaus fins al negre i finalment fins a clars i incolors (partícules més grans), depenent de la mida de la partícula, la forma, l'índex de refracció local i l'estat d'agregació. Aquests colors es produeixen a causa d'un fenomen anomenat ressonància plasmònica de superfície localitzada (LSPR), en què els electrons de conducció a la superfície de la nanopartícula oscil·len en ressonància amb la llum incident.

### Efecte de la mida, la forma, la composició i l'entorn
Com a regla general, la longitud d'ona de la llum absorbida augmenta en funció de l'augment de la mida de les nanopartícules. Tant la freqüència com la intensitat de ressonància del plasmó superficial observades depenen de la mida, la composició de la forma i l'entorn de les nanopartícules. Aquest fenomen es pot quantificar mitjançant l'ús de la teoria de dispersió de Mie per a nanopartícules d'or esfèriques. Les nanopartícules amb mides entre 30 i 100 nm de diàmetre es poden detectar fàcilment amb un microscopi i les partícules amb una mida de 40 nm fins i tot es poden detectar a simple vista quan la concentració de les partícules és de 10-4 M o més. La dispersió de nanopartícules de 60 nm és aproximadament 105 vegades més forta que l'emissió d'una molècula de fluoresceïna.

### Efecte de l'índex de refracció local
Els canvis en el color aparent d'una solució de nanopartícules d'or també poden ser causats per l'entorn en què està suspès l'or col·loïdal Les propietats òptiques de les nanopartícules d'or depenen de l'índex de refracció prop de la superfície de la nanopartícula, per tant, tant les molècules directament units a la superfície de la nanopartícules (és a dir, lligands de nanopartícules) i/o el dissolvent de nanopartícules, tots dos poden influir en les característiques òptiques observades. A mesura que augmenta l'índex de refracció prop de la superfície d'or, el NP LSPR canviarà a longituds d'ona més llargues A més de l'entorn del dissolvent, el pic d'extinció es pot ajustar recobrint les nanopartícules amb closques no conductores com sílice, biomolècules o òxid d'alumini.